# John Neville (1er marquis Montagu)
Pour les articles homonymes, voir John Neville.
John Neville (vers 1431 – 14 avril 1471), 1er marquis Montagu, fut l'un des chefs de la faction de la Maison d'York durant la guerre des Deux-Roses, issue de la querelle Percy-Neville. Il est surtout connu pour avoir éliminé la résistance des Lancastre dans le nord de l'Angleterre durant la première partie du règne d'Édouard IV.
En 1459, il combat à Blore Heath où, malgré la victoire, il est capturé par les Lancastre et emprisonné. Libéré après la bataille de Northampton, il est à nouveau capturé en 1461 lors de la seconde bataille de St Albans, où il commande l'aile gauche de l'armée yorkiste. Il retrouve la liberté après la victoire décisive d'Édouard d'York à Towton et, en 1464, est envoyé dans le nord du pays pour écraser la résistance des Lancastre, ce qu'il fait en remportant les batailles de Hedgeley Moor et de Hexham.
En récompense de ces victoires, il est fait comte de Northumberland, titre longtemps détenu par la famille Percy, désormais en disgrâce. Toutefois, quand Henry Percy est rétabli dans ses droits en 1470, il doit rendre son titre et les privilèges afférents et reçoit en compensation celui de marquis de Montagu. Cependant, ce titre est uniquement honorifique et aucun domaine notable ne vient renforcer cette dignité. Désormais hostile à Édouard IV, il se joint à son frère Richard pour rétablir sur le trône le roi Henri VI mais est tué avec son frère l'année suivante lors de la bataille de Barnet.

## Biographie

### Naissance et jeunesse
Il est le second jeune fils de Richard Neville, 5e comte de Salisbury, et de son épouse Alice Montagu, fille et héritière de Thomas Montaigu, 4e comte de Salisbury. John est le frère cadet de Richard Neville, 16e comte de Warwick, dit le faiseur de rois.
John Neville est élevé dans le Nord de l'Angleterre, où son père est en poste en tant que gardien des Marches. John assiste dans son adolescence à des rencontres diplomatiques aux côtés de son père avec les Écossais, entre 1449 et 1451. Le roi Henri VI lui ordonne d'ailleurs le 3 février 1449 de ne pas assister aux prochaines séances du Parlement mais de surveiller la frontière, menacée à la suite de la bataille de Sark en octobre 1448. John Neville est adoubé par Henri VI à Greenwich le 5 janvier 1453, aux côtés d'Edmond et Jasper Tudor, de son frère Thomas Neville, et de William Herbert.

### La querelle avec les Percy
La famille Percy était un soutien du roi Richard II, ayant notamment la garde des Marches écossaises. Cependant, lorsque Richard crée Ralph Neville comte de Westmorland en 1397, Henry Percy, 1er comte de Northumberland, s'inquiète des ambitions de Neville, son cousin germain (la mère de Neville est la sœur du père d'Henry Percy), dont le nouveau comté pourrait menacer ses territoires du nord de l'Angleterre. Northumberland soutient alors la rébellion d'Henri Bolingbroke en 1399, qui force Richard à abdiquer et est proclamé roi d'Angleterre sous le nom d'Henri IV. Henri IV nomme ensuite Percy connétable et roi de l'île de Man. Mais il accorde aussi de nombreuses faveurs à Neville, qui a épousé Jeanne Beaufort, demi-sœur d'Henri, et a lui aussi soutenu l'usurpation de ce dernier : Comte-maréchal à vie, il fait aussi partie du Conseil du roi.
Northumberland et son fils Harry Hotspur, mécontents de l'incapacité du roi à mettre fin pacifiquement au soulèvement d'Owain Glyndwr, se rebellent contre le roi en 1403. Hotspur, qui avait été au départ chargé de mater la rébellion, est tué par les troupes royales à la bataille de Shrewsbury, tandis que Northumberland s'enfuit en Écosse. Il tente deux autres rébellions avant d'être tué à la bataille de Bramham Moor en 1408. En 1413, Henry Percy, fils d'Hotspur, est pardonné par le nouveau roi Henri V. Il retrouve son titre de comte de Northumberland et la garde des Marches écossaises de l'Est en 1416. Or, les Percy possédaient également avant leurs rébellions la garde des Marches écossaises de l'Ouest. Ces Marches de l'Ouest avaient cependant été données à Ralph Neville en 1405 par Henri IV pour sa fidélité. Le Nord est donc désormais partagé entre les deux familles, là où auparavant seuls les Percy dominaient.
Henri V et son successeur Henri VI tentent de maintenir une certaine concorde entre les Percy et les Neville. Lors de la minorité d'Henri VI, le régent Humphrey de Lancastre charge Northumberland et Richard Neville, 5e comte de Salisbury, de défendre la frontière face aux incursions écossaises. Northumberland et Salisbury renoncent à leurs postes de gardiens des Marches respectivement en 1434 et 1435, car le roi ne les aide pas assez financièrement et matériellement. Ce manque de coordination conduit à la défaite des Anglais lors d'un raid écossais à Piperdean en 1436. Northumberland retrouve sa position de gardien des Marches de l'Est en 1440. Les relations entre Percy et Neville sont à ce moment-là globalement pacifiques. Les relations entre les Neville et les Percy s'enveniment en 1448 lors de la bataille de Sark. L'armée anglaise menée par Northumberland est défaite par les troupes écossaises. Lord Poynings, fils aîné de Northumberland, est capturé. Salisbury perd dans la bataille 2 000 chevaux et est exclu des négociations de paix avec les Écossais. Les Percy, qui commandaient en chef, sont considérés comme responsables de la défaite.
Le 24 août 1453, une escarmouche éclate entre Salisbury et Northumberland à Heworth, près d'York. Salisbury, qui revenait du mariage de son fils Thomas avec l'héritière de Ralph de Cromwell, est attaqué par 1 000 soldats commandés par Northumberland. Northumberland était en effet inquiet de cette alliance qui améliorait considérablement la position des Neville dans le Nord. Salisbury et ses alliés parviennent néanmoins à s'en sortir indemnes et font fuir leurs ennemis. Les Neville et les Percy rassemblent des soutiens dans leurs châteaux respectifs de Topcliffe et Sand Hutton, dans le Yorkshire du Nord, le 20 octobre 1453. L'affrontement entre les deux camps est imminent mais est évité de justesse. Les tensions s'aggravent cependant à la Noël 1453. La maison de Salisbury à York est mise à sac par Northumberland le 6 mai 1454. Salisbury réagit et défait le 31 octobre suivant Northumberland à Stamford Bridge. Il capture deux des fils de Northumberland,,.

### Le début de la Guerre des Deux-Roses

#### Vers la guerre civile
Entretemps, les premiers signes de maladie mentales de manifestent chez Henri en août 1453. Le cardinal John Kemp, Lord grand chancelier, meurt le 22 mars 1454, ce qui laisse le poste de chef du Conseil royal vacant. Cette situation pousse Richard d'York, cousin du roi, avec l'aide des comtes de Salisbury et de Warwick (fils de Salisbury) à écarter du pouvoir la reine Marguerite d'Anjou et à se proclamer Lord Protecteur du royaume le 27 mars 1454. Somerset est emprisonné à la Tour de Londres et York fait entrer au Conseil du roi ses alliés.
Le retour du roi à ses sens à la Noël 1454 contrarie les ambitions du duc d'York qui est écarté de la cour en février 1455 par la reine Marguerite d'Anjou. Cette dernière noue des alliances contre York et conspire avec d'autres nobles pour réduire son influence. Elle forme ainsi le clan des Lancastriens. York et Salisbury sont persuadés que Somerset a convaincu le roi de les éliminer. Pour reprendre le pouvoir, ils doivent contrôler la personne du roi et éliminer Somerset. La solution évidente est un coup de force armé. Étant donné l'incompétence militaire notoire de Somerset, une petite force est jugée suffisante pour tendre une embuscade au convoi royal en route pour Leicester. Ce plan est particulièrement séduisant pour Salisbury, car son ennemi juré, Northumberland, figure dans l'escorte royale. York, assisté par Salisbury et Warwick, bat les troupes royales lors de la bataille de St Albans le 22 mai 1455. Somerset et Northumberland sont tués, ce qui satisfait en grande partie York et Salisbury. Les troupes yorkistes découvrent le roi Henri VI abandonné par son escorte. Il vient de subir une seconde crise de folie. La Guerre des Deux-Roses vient de commencer ; les Yorkistes sont pour l'instant maîtres de l'heure.

#### Une paix fragile
Même si les Percy sont considérablement affaiblis par leur défaite à St Albans, ils restent néanmoins influents à la Cour. Le roi retrouve à nouveau ses sens en février 1456 ; en conséquence, le second protectorat du duc d'York prend fin. La reine Marguerite d'Anjou noue des alliances avec les ennemis de York et des Neville, à savoir Lord Poynings, devenu 3e comte de Northumberland, et Henri Beaufort, devenu duc de Somerset.
En décembre 1456, Somerset tente d'attaquer John Neville à Cheapside. Il avait déjà tenté de s'attaquer à Warwick le mois précédent. Le 24 mars 1458, Henri essaie avec l'aide de Thomas Bourchier, archevêque de Canterbury, de faire procéder à une réconciliation entre les Lancastriens et les Yorkistes. La rencontre échoue. En mai 1458, John Neville fait partie d'une délégation chargée de négocier une trêve avec la Bourgogne. Début 1459, il est nommé par le roi lieutenant de Pontefract.

#### La reprise des hostilités

##### Capture à labataille de Blore Heath
Les hostilités entre Yorkistes et Lancastriens reprennent en septembre 1459. L'armée yorkiste basée au château de Middleham (Yorkshire), menée par Salisbury, doit effectuer la jonction avec l'armée principale de la maison d'York au château de Ludlow (Shropshire). Alors que Salisbury traverse les Midlands en direction du sud-ouest avec son fils John, la reine ordonne à James Tuchet, baron Audley, de lever une armée pour l'intercepter. Audley attend les yorkistes près de Newcastle-under-Lyme le 23 septembre 1459. Salisbury décide d'employer la ruse pour que son ennemi prenne l'initiative de l'assaut. Il fait reculer son armée assez loin pour que les Lancastriens la croit en retraite. Ceux-ci font charger leur cavalerie; une fois celle-ci engagée, Salisbury ordonne à ses hommes de faire volte-face et d'attaquer leurs ennemis alors qu'ils traversent le ruisseau. La charge lancastrienne renverse l'équilibre de l'affrontement en faveur de Neville et se solde par de très lourdes pertes chez les Lancastriens. Audley lui-même est tué.
La bataille est un désastre pour les Lancastriens. Salisbury se dirige vers Worcester pour retrouver York et Warwick. Malgré ce succès, John Neville a été capturé par les Lancastriens. Il est emprisonné à Chester. Après leur défaite à la déroute de Ludford Bridge, Salisbury et Warwick s'enfuient à Calais tandis qu'York se réfugie en Irlande. John Neville et les principaux chefs lancastriens sont dépossédés de leurs terres par le Parlement en novembre 1459.

##### L'Acte d'Accordet ses conséquences
John Neville n'est libéré qu'en juillet 1460, lorsque Salisbury et Warwick battent et capturent le roi à la bataille de Northampton. 
Le duc d'York revient d'exil en septembre et annonce clairement son intention de monter sur le trône, un geste qui choque le Parlement.  Cependant, l'usurpation du duc ne saurait être acceptée par les barons de la Chambre des Lords, et un compromis est trouvé : par l'Acte d'Accord du 25 octobre, Henri VI doit régner jusqu'à sa mort, après quoi le duc d'York lui succédera au détriment du fils d'Henri, le prince de Galles Édouard de Westminster. La reine Marguerite d'Anjou, mécontente de cette situation, s'enfuit avec son fils au château de Harlech, au Pays de Galles, où elle peut compter sur ses partisans lancastriens. Une grande armée lancastrienne, commandée par Somerset et Northumberland, se rassemble dans le Nord de l'Angleterre.
Le duc d'York, accompagné de Salisbury, quitte Londres en novembre 1460. Ils se dirigent avec 9 000 hommes vers le château de Sandal. Pendant ce temps, son fils aîné Édouard se rend en Galles afin de pacifier la région. John Neville, nommé chambellan du roi, et Warwick restent défendre Londres. Bien que l'armée de Marguerite l'emporte en nombre sur celle de York à plus de deux contre un, le 30 décembre York ordonne à ses forces de quitter Sandal et de passer à l'attaque. Son armée subit une défaite cuisante à la bataille de Wakefield. York lui-même est tué dans la bataille tandis que Salisbury, qui tente de s'enfuir, est capturé et décapité le lendemain. Marguerite d'Anjou ordonne que leurs têtes soient placées sur les portes de la ville d'York.
Après la mort de York, les frères Neville prennent la tête du gouvernement à Londres en attendant le retour d'Édouard d'York, qui écrase une armée lancastrienne à la bataille de Mortimer's Cross le 2 février 1461. John Neville est quant à lui élevé au titre de Lord Montague par le Parlement yorkiste en janvier 1461.

##### Seconde capture à labataille de St Albans
Marguerite d'Anjou se dirige vers le sud après sa victoire à Wakefield, en saccageant tout sur son passage ; son armée subvient à ses besoins en pillant les contrées qu'elle traverse. À Londres, les Neville se servent de ces pillages pour appuyer leur propagande et renforcer l'adhésion au parti yorkiste dans tout le Sud ; la ville de Coventry change d'allégeance en leur faveur. Mais Warwick échoue quand il commence à recruter rapidement une armée et, sans l'armée d'Édouard d'York pour lui prêter main-forte, il est pris au dépourvu par l'arrivée rapide des Lancastriens à St Albans. Les yorkistes mettent en place leur artillerie et divisent leurs forces en trois corps de bataille : Warwick dirige le centre, le duc de Norfolk commande l'aile droite, et Montague commande l'aile gauche.
Pris par surprise, les yorkistes sont écrasés et Montague est à nouveau capturé par les lancastriens. En fuyant, les forces yorkistes abandonnent le roi Henri VI, que l'on retrouvera indemne, assis tranquillement sous un arbre. Les chevaliers Thomas Kyriell et William Bonville, qui gardaient le roi, sont exécutés le lendemain, Marguerite d'Anjou ayant demandé au jeune prince Édouard de Westminster de quelle façon ils devaient mourir, le jeune garçon choisit de les faire décapiter. John Neville est capturé mais échappe à l'exécution car le frère de Henri Beaufort est détenu par les Yorkistes et risque d'être exécuté en représailles. Il est emprisonné à York, tenue par les lancastriens.
Ayant perdu la garde du roi, les yorkistes ont besoin d'une justification pour continuer à prendre les armes contre lui et ses partisans. Le 4 mars, Warwick proclame roi le jeune Édouard d'York sous le nom d'Édouard IV. Ce dernier rassemble une large force et part le 13 mars affronter les partisans lancastriens d’Henri VI dans le Yorkshire. Les deux armées s'affrontent toute la journée du 29 mars. Après plusieurs difficultés, Édouard prend l'avantage lorsque son armée est renforcée par l'arrivée en début d'après-midi du duc de Norfolk. La bataille de Towton se conclut par une indéniable victoire yorkiste et assure la mainmise d'Édouard IV sur le trône. Édouard entre le lendemain à York et libère Montague.

### Au service d'Édouard IV dans le Nord

#### La menace persistante des Lancastre dans le Nord
Le 10 mai 1461, Montague est chargé par le roi de lever des troupes contre les derniers partisans des Lancastre dans le Nord, qui sont soutenus par l'Écosse où se sont réfugiés Henri VI, Marguerite et leur fils. Un assaut lancastrien sur Carlisle est rapidement repoussé en juin. La situation dans le nord du royaume est apaisée à la fin de l'année 1461, et Warwick parvient à négocier une trêve avec l'Écosse durant l'été 1462.
En octobre 1462, Marguerite d'Anjou envahit le royaume à l'aide de troupes françaises et s'empare des châteaux d'Alnwick et de Bamburgh. Montague parvient à les reprendre, et les leaders de la rébellion restent à la tête de leurs châteaux respectifs. Les Neville jugent alors la situation suffisamment bonne pour se rendre dans le sud : Warwick et Montague supervise l'inhumation des restes de leur père au prieuré de Bisham en février 1463.
Cependant, le nord se révolte à nouveau en mars 1463, et Ralph Percy vient assiéger le château de Norham. Montague parvient à dégager Norham, mais le Northumberland reste aux mains des partisans des Lancastre. Édouard IV conclut alors des trêves avec la France et l'Écosse, afin d'isoler les insurgés, et Montague peut ainsi reprendre les châteaux tenus par les rebelles en Northumbrie. La clémence n'est plus à l'ordre du jour : une trentaine de chefs rebelles sont exécutés.
Le 6 mai 1463, Montague est nommé Gardien des Marches. À ce titre, il libère le château de Norham à l'été 1463 et entreprend une chevauchée en Écosse afin de forcer les Écossais à retirer leur soutien aux Lancastriens. Montague pille le Sud de l'Écosse pendant plusieurs semaines avant de rentrer en Angleterre faute de vivres.

#### Succès à Hedgeley Moor et à Hexham
Au début de l'année 1464, les Lancastre espèrent que les marches galloises et le West Country vont se soulever en leur faveur. De leur côté, les Yorkistes veulent couper court à la menace d'une invasion écossaise en concluant un accord avec les Écossais. Le Parlement doit se réunir à York le 5 mai pour discuter des termes d'un accord avec l'Écosse, mais une recrudescence d'activité des Lancastre dans le Northumberland et le Yorkshire du Nord fait qu'il est difficile pour la délégation écossaise de voyager en sécurité jusqu'à York. Montague est alors envoyé dans le nord avec une petite force pour les escorter jusqu'à York.
Somerset essaie de tendre une embuscade à Montague près de Newcastle mais ce dernier y échappe et continue sa route vers le nord tout en rassemblant plus de troupes. Quand il atteint Hedgeley Moor, il a sous ses ordres une armée de presque 6 000 hommes, et c'est là qu'il rencontre une armée Lancastre de 5 000 hommes commandée par le duc de Somerset. Le 25 avril 1464, la bataille de Hedgeley Moor débute par un échange de volée de flèches, après quoi Neville avance sur 1 500 mètres de landes et brise et disperse le flanc gauche de l'armée Lancastre avant de s'arrêter pour réajuster sa ligne de bataille. L'armée yorkiste part ensuite à l'assaut des lignes adverses et, poussés par le poids du nombre, les Lancastre fuient le champ de bataille.
L'armée des Lancastre, pourtant battue, se déplace à travers le Northumberland à la fin du mois d'avril 1464, obtenant le soutien de diverses garnisons acquises à la cause des Lancastre, et campe près de Hexham au début du mois de mai. Une armée yorkiste commandée par Montague est envoyée en avant-garde par Édouard IV et les deux armées s'affrontent le 15 mai lors de la bataille de Hexham. Somerset déploie ses troupes à la hâte, divisant son armée en trois groupes dans un pré où il espère engager l'affrontement avec ses adversaires avant que ceux-ci n'atteignent Hexham. Les Lancastre viennent tout juste de gagner leurs positions quand les Yorkistes lancent l'assaut depuis leurs positions plus élevées. Le moral des troupes des Lancastre s'effondre rapidement.
Montague ne fait preuve d'aucune clémence et 30 commandants de l'armée des Lancastre, dont Somerset, sont exécutés au soir de la bataille. Le château de Bamburgh, au main des Lancastre, se rend le 23 juin 1464. La perte de leurs principaux chefs entraîne la fin de la résistance des Lancastre dans le nord de l'Angleterre et, avec la fin de cette rébellion, il s'ensuit une période de paix en Angleterre. Néanmoins, Montague doit lutter pendant plusieurs années contre son lointain cousin Humphrey Neville, commandant lancastrien local qui mène une petite guérilla dans le Nord. Humphrey Neville dispose cependant de peu de soutiens et se cache afin d'échapper aux représailles de Montague.

#### L'apogée des Neville
Le titre de comte de Northumberland, confisqué lors du premier Parlement d'Édouard IV en novembre 1461, est donné à Montague pour ses victoires à Hedgeley Moor et Hexham. Henry Percy, le jeune héritier du comté de Northumberland, est quant à lui emprisonné à la Tour de Londres. Northumberland est nommé également connétable de Knaresborough et de Pontefract le 25 mars 1466.
Les Neville sont maîtres du Nord de l'Angleterre. De plus, les deux filles de Warwick, Isabelle et Anne, sont promises aux deux frères d'Édouard IV, George et Richard. Le frère de Northumberland et Warwick, George Neville, est nommé archevêque d'York en 1465. En 1467, Northumberland et Warwick accueillent les envoyés du roi de France Louis XI à Cantorbéry.

### Les rébellions de Warwick et la perte du titre de comte de Northumberland
Warwick perd de l'influence à la cour à partir de 1464 lorsqu'il apprend qu'Édouard IV a secrètement épousé Élisabeth Woodville, une jeune veuve de la petite noblesse anglaise dont la famille avait soutenu la Maison de Lancastre. Warwick souhaitait unir Édouard avec Bonne de Savoie, belle-sœur de Louis XI, afin d'assurer une alliance franco-anglaise. De plus, Édouard se laisse persuader par son nouveau beau-père, Lord Rivers, d'abandonner la politique de rapprochement avec la France et de favoriser une alliance avec la Bourgogne en 1467. Warwick comprend désormais que les Woodville l'ont supplanté à la cour. Il trouve un allié en la personne de Georges Plantagenêt, 1er duc de Clarence et frère cadet du roi, jaloux d'Édouard.
En avril 1469, plusieurs rébellions éclatent dans le Nord de l'Angleterre et dénoncent le gouvernement d'Édouard IV, demandant qu'il écarte du pouvoir les Woodville. Les rebelles sont défaits par Northumberland. Ce dernier fait exécuter le chef rebelle Robin de Holderness mais échoue à capturer l'autre leader, Robin de Redesdale. En juin 1469, Redesdale déclenche à nouveau une rébellion. Des agents de Warwick en profitent pour répandre des rumeurs affirmant qu'Édouard IV est illégitime et que le duc de Clarence est par conséquent le véritable héritier du trône. Quand Édouard IV apprend la nouvelle, il pense que cette rébellion peut être aisément matée et ne rassemble que peu d'hommes. Il apprend vite que les rebelles sont beaucoup plus nombreux que prévu et bat alors en retraite à Nottingham. Entretemps, Warwick marie sa fille aînée Isabelle avec Clarence. Il apporte officiellement son soutien aux rebelles le 12 juillet 1469. Le 26 juillet, l'armée royale est sèchement battue à la bataille d'Edgecote Moor et trois jours plus tard, Édouard IV est capturé par l'archevêque Georges Neville. Warwick emprisonne le roi au château de Middleham et essaie de gouverner sans lui. Il fait exécuter Lord Rivers. Cependant des troubles éclatent : les nobles n'acceptent pas l'idée d'être gouvernés sans roi et plusieurs soulèvements lancastriens éclatent dans le Nord. Warwick se voit contraint de libérer Édouard le 10 septembre. Ce dernier n'a aucun mal à rassembler des troupes et ordonne à Northumberland d'en découdre avec Humphrey Neville. Ce dernier est capturé et exécuté le 29 septembre 1469.
Édouard accorde son pardon à Warwick et à Clarence et semble quelque temps à vouloir se réconcilier avec eux. Cependant, pour Warwick, le succès qu'il a rencontré à Edgecote Moor ne lui a servi à rien puisque le roi ne lui rend pas sa place au sein du Conseil royal. De plus, Édouard est toujours partisan d'une alliance avec la Bourgogne. Warwick et Clarence préparent une seconde rébellion avec l'aide de Robert Welles dans le Lincolnshire en février 1470. Cette fois, Édouard réagit plus rapidement et écrase les forces rebelles à la bataille de Losecoat Field le 12 mars 1470. Welles est capturé et exécuté. Édouard ordonne à Warwick et à Clarence de se rendre mais ils s'enfuient. Après avoir erré plusieurs semaines en mer sans pouvoir se réfugier ni en Irlande ni à Calais, ils s'établissent en France où Louis XI leur accorde asile le 1er mai.
Inquiet de la puissance des Neville, Édouard a fait libérer le jeune Henry Percy le 27 octobre 1469. Le 27 mars 1470, il lui permet de réclamer le titre de comte de Northumberland après qu'il lui ait juré fidélité, afin de contrebalancer la puissance des Neville dans le Nord. John Neville, qui n'avait pourtant pas participé aux rébellions de son frère Warwick, est relégué au titre de marquis Montagu, plus prestigieux en hiérarchie mais plus pauvre en terres. Il perd également sa charge de Gardien des Marches le 24 juin 1470. Afin de le ménager, Édouard accorde à Montagu les terres du défunt comte de Devon. Son fils George est également titré duc de Bedford et fiancé à la fille aînée du roi, Élisabeth d'York. Montagu garde néanmoins du ressentiment envers ce roi qu'il a si bien servi.

### Ralliement aux Lancastre
Louis XI patronne en juillet 1470 la réconciliation de Warwick avec Marguerite d'Anjou, scellée par le mariage prévu entre le fils de Marguerite, Édouard de Westminster, et Anne Neville, la seconde fille de Warwick. L'objectif final de cette alliance improbable entre les deux anciens ennemis mortels est de rendre le trône à Henri VI, emprisonné à la Tour de Londres par Édouard IV depuis 1465.
Plusieurs troubles éclatent dans le Nord de l'Angleterre en août 1470. Édouard est obligé de mater ses rébellions lui-même car Percy est incapable d'obtenir la loyauté des soldats yorkistes. Édouard s'établit à Doncaster quelque temps, afin de surveiller Montagu. Le 13 septembre, Warwick, Clarence et les nobles lancastriens en exil en profitent pour débarquer à Dartmouth. Ils s'emparent rapidement de Londres et se rapprochent du quartier général d'Édouard. Ce dernier attend les renforts de Montagu mais ce dernier proclame subitement son ralliement aux Lancastre le 29 septembre. Pris en étau, Édouard disperse son armée et, avec quelques proches, s'embarque depuis King's Lynn pour les Pays-Bas bourguignons le 2 octobre.
Le 3 octobre, Henri VI est extrait de la Tour de Londres et officiellement rétabli sur le trône. C'est néanmoins Warwick, nommé lieutenant du royaume par Marguerite d'Anjou (qui est toujours en France), qui exerce le pouvoir. En novembre 1470, le Parlement dépouille Édouard de ses terres et de ses titres, et le duché d'York est attribué à Clarence. Montagu reçoit les terres de John Tiptoft, exécuté le 18 octobre, et est à nouveau nommé Gardien des Marches le 22 octobre. Il ne retrouve cependant pas le titre de comte de Northumberland car le noyau dur des Lancastre se méfie de l'alliance récente avec les Neville et arrive à persuader le roi de laisser à Percy le titre de comte de Northumberland. Montagu perd également ses terres dans le Devon en faveur de John Courtenay et doit implorer le pardon du roi devant le Parlement pour son ancienne allégeance envers Édouard IV.

### La campagne de Barnet et la mort

#### Le débarquement d'Édouard IV
Les affaires internationales entrent en jeu en janvier 1471. Louis XI déclare la guerre à la Bourgogne, et le duc Charles le Téméraire réagit en accordant une force expéditionnaire à Édouard IV pour lui permettre de reprendre le trône. Il débarque à Ravenspurn, dans le Yorkshire, le 14 mars, avec l'accord du comte de Northumberland. Rassemblant des troupes au cours de leur marche, Édouard IV se dirige sur York. La progression de l'armée yorkiste n'est pas entravée car elle se trouve sur les terres d'Henry Percy, qui se sent redevable envers Édouard. De plus, Édouard annonce qu'il revient seulement pour réclamer le titre de duc d'York et non pour contester le trône à Henri VI. Cette ruse réussit, et Montagu, qui surveille les mouvements de l'armée yorkiste, ne réussit pas à convaincre ses troupes de marcher contre elle.
Édouard IV dévoile ses véritables intentions une fois rassemblées des troupes suffisantes pour marcher vers le sud du pays. Repoussant les attaques lancées par John de Vere et Henri Holland, il met le siège devant Coventry où se trouve Warwick dans l'espoir de le pousser à combattre. Bien qu'il dispose d'un avantage numérique, Warwick refuse de relever le défi. Il préfère attendre l'arrivée de Clarence, afin de submerger les yorkistes sous le nombre. Quand il apprend cela, Édouard IV propose à son frère de passer de son côté, une offre que Clarence accepte sans hésiter. Désormais réconciliés, ils marchent sur Coventry et Clarence conseille à Warwick de se rendre. Furieux de la traîtrise de son gendre, Warwick refuse de lui parler. Étant dans l'incapacité de mener un siège, Édouard IV se dirige alors sur Londres.
Ayant reçu les renforts des troupes de Montagu, John de Vere et Henri Holland, Warwick se lance à la poursuite des yorkistes. Il espère que Londres, sous le contrôle d'Edmond Beaufort, fermera ses portes à l'armée d'Édouard IV, lui permettant ainsi de rattraper son adversaire dans un endroit dégagé. Mais la cité accueille chaleureusement les yorkistes, Beaufort ayant quitté la ville et les Londoniens préférant Édouard IV à Henri VI,. Henri VI reçoit son rival et se place de lui-même sous sa garde, affirmant que sa « vie n'est pas en danger entre ses mains ».

#### La bataille de Barnet
Les éclaireurs lancastriens arrivent à Barnet, à 19 km au nord de Londres, mais sont repoussés. Le corps d'armée principal de Warwick prend position sur une crête au nord de Barnet le 13 avril. Warwick le dispose en ordre de bataille sur une ligne d'est en ouest de chaque côté de la grande route du nord. John de Vere commande le flanc droit et Henri Holland le flanc gauche. Montagu tient le centre et Warwick se place à la tête du corps de réserve. Alors que les hommes vont se coucher, Montagu prévient son frère que le moral des troupes est bas. Il lui suggère qu'en tant que commandants, ils devraient combattre à pied plutôt qu'à cheval afin que leurs hommes ne soient pas enclins à penser qu'ils vont prendre la fuite si la bataille tourne mal. Warwick accepte la suggestion de son frère et leurs chevaux sont attachés à l'arrière, près de Wrotham Wood.
Le matin du 14 avril, les deux armées échangent des coups de canons et des volées de flèches avant de se lancer au corps à corps. Le brouillard matinal est épais et les manœuvres nocturnes des yorkistes ont pour conséquence que chaque corps d'armée ne se trouve pas en face de son adversaire mais légèrement à sa droite. Les Lancastriens sont les premiers à exploiter cet avantage, les troupes de John de Vere submergeant rapidement celles de William Hastings. Le flanc gauche yorkiste fuit en direction de Barnet, poursuivi par le flanc droit lancastrien.
John de Vere tente de rallier ses hommes et en rassemble 800 pour les ramener sur le champ de bataille. La visibilité est faible en raison du brouillard et le reste des deux armées ne remarque pas la déroute du flanc gauche yorkiste, qui n'a donc aucun effet sur le moral des deux armées. Les troupes rassemblées par John de Vere reviennent sur le champ de bataille, de façon totalement inattendue, à l'arrière de celles de Montagu. En raison du brouillard, les troupes de Montagu confondent l'emblème de John de Vere, une étoile avec des rayons, avec celui d'Édouard IV, représentant un soleil. Prenant leurs alliés pour le corps de réserve yorkiste, elles leur décochent alors des volées de flèches. Les hommes de John de Vere crient immédiatement à la trahison. La rumeur d'une trahison se répand sur toute la ligne de bataille lancastrienne qui se brise alors que les soldats sombrent dans la panique. Alors que le brouillard commence à se dissiper, Édouard IV remarque la confusion qui règne dans le centre adverse et lance ses réserves à l'assaut. Les troupes de Montagu lâchent pied et lui-même est tué par un soldat yorkiste ou par l'un des hommes de John de Vere. Son frère Warwick est également tué en tentant de s'enfuir.
Les corps des deux frères Neville sont ramenés à Londres. Ils ne subissent pas le sort habituel réservé aux traîtres, équarrissage et exposition aux portes de la cité. Édouard IV fait exposer leurs corps dans la cathédrale Saint-Paul pendant trois jours pour faire taire les rumeurs selon lesquelles ils auraient survécu avant de permettre qu'ils soient enterrés dans le caveau familial à la commanderie de Bisham par leur frère George Neville.

## Généalogie

### Mariage et descendance
Il épouse Isabel Ingoldesthorpe (1441-1476), dont il eut sept enfants :
- Anne, qui se marie à William Stonor, descendant de William de la Pole
- Isabelle, qui se marie à William Huddleston, puis à William Smythe
- Elizabeth, qui se marie à Henry Wentworth
- John, mort en bas âge
- Margaret, qui se marie à John Mortimer, puis à Charles Brandon, duc de Suffolk
- George, héritier de son père, qui est déchu de ses titres et meurt en 1483
- Lucy, qui se marie à Anthony Browne